# إدوين إي. ميلر
إدوين إي. ميلر هو سياسي أمريكي، ولد في عقد 1880، وتوفي في 7 يونيو 1949 في سكنيكتادي في الولايات المتحدة. نشط حزبياً في الحزب الجمهوري. وقد انتخب عضو مجلس ولاية نيويورك ‏.